# ريان ريختر
ريان ريختر (بالإنجليزية: Ryan Richter)‏ (12 أبريل 1989 في الولايات المتحدة - ) هو لاعب كرة قدم أمريكي في مركز الدفاع. لعب مع فيلادلفيا يونيون ونادي تورونتو وتشارلستون بيتري وبثلهام ستييل وأوتاوا فيوري وOcean City Nor'easters ‏ ونادي بان.

## وصلات خارجية
- ريان ريختر على موقع الدوري الأمريكي (الإنجليزية)
- ريان ريختر على موقع قاعدة بيانات كرة القدم.إي يو (الإنجليزية)
- ريان ريختر على موقع Soccerway.com (الإنجليزية)